# Сиаваш Казраи
Сиаваш Казраи (перс. سیاوش کسرائی; Исфахан, 25. фебруар 1927 — Беч, 8. фебруар 1996) био је ирански песник, књижевни критичар и романописац. Познат је по својој епској песми Араш Стрелац написаној касних 50-их. Активан присталица Иранске комунистичке партије Тудех од касних 1940-их до средине 1980-их, дистанцирао се од њеног руководства 1988–1990, а средином 1990-их се претворио у отвореног критичара.

## Живот
Сиаваш Казраи је рођен 1927. године у Исфахану, у Ирану, у породици службеника, од којих су неки (посебно његов ујак Абдол-Карим Казраи) били озбиљно заинтересовани за књижевност. У Техерану је од раног детињства стекао основно образовање у школи Адаб, а средње образовање на војном колеџу и Дар ул-Фунуну. Дипломирао је на Правном факултету Универзитета у Техерану 1950. године, а војни рок је одслужио на Војној академији.
Почетком 1950-их, Казраи је служио у Иранској агенцији за здравствену сарадњу, створеној у оквиру Трумановог програма Четири тачке, и предводио је два периодична издања агенције. Од средине 1950-их до раних 1980-их, Казраи је готово непрекидно служио у државним органима који су се фокусирали на становање или урбани развој: Иранска банка за становање, Агенција за становање и Министарство за становање и урбанизацију. Почетком до средине 1970-их, у принудном одсуству из Министарства, радио је неколико година као главни аутор текстова за индустријску групу Бехшахр. Поред редовног запослења, Казраи је повремено предавао књижевност на универзитетима у Техерану и Захедану.
Током свог средњег образовања, Казраи је био део групе младих националиста укључујући Дариуша Фороухара и Мохсена Пезешкпоура. Године 1948. постао је члан Партије Тудех, коју је активно подржавао током наредне четири деценије. Казраи је убрзо затворен након свргавања Мохамеда Мосадика 1953. године. Био је један од оснивача Удружења иранских писаца и један од његових изабраних секретара у прве четири године постојања, од 1968. до 1971. године. Казраи је 1977. године учествовао у вечерима читања поезије Техеранског Гете института, запаженом јавном догађају са дисидентским призвуком у периоду пре Иранске револуције. Као резултат постреволуционог обрачуна са присталицама Тудеха, напустио је Иран 1983. године, боравио у Кабулу до краја 1987. године, у Москви до 1995. године, а затим у Бечу. Казраи је изабран у политички Биро странке Тудех 1986. Поднео је оставку на Бироу странке 1988. и на њен Централни комитет 1990. године. Казраијево последње велико дело (Мореје Соркх), објављено 1995. године, било је јавно изражавање разочарања комунистичким активностима.
Казраи је имао интензиван друштвени живот, подстакнут својим интелектуалним интересима и етиком солидарности. Био је, у различитим периодима, у блиским личним односима са таквим књижевним прегаоцима као што су Ирај Афшар, Ахмадреза Ахмади, Хоушанг Ебтехаџ (алијас Х. Е. Сајех), Махмуд Етемадзадех (алијас М. Е. Бехазин), Фаруг Фарокхзад, Мортеза Кејпур, Надер Надерпур, Шахрок Мескуб, Ферејдон Мошири, Брајим Јониси и Нима Јушиџ. Од раних 1960-их до раних 1980-их готово свакодневно је одржавао неформалне еклектичне скупове у својој канцеларији и кући.
Преминуо је 8. фебруара 1996. године у Бечу и сахрањен је у Средишњем бечком гробљу.

## Књижевно дело
- 1957. године. Ава (Ava. Tehran: Nil).
- 1959. године. Араше Камангир  (Arashe Kamangir. Tehran: Andishe).
- 1962. године. Кхуне Сиаваш (Khune Siavash. Tehran: Amir Kabir).
- 1966. Ба Дамаванде Кхамуш (Ba Damavande Khamush. Tehran: Sa’eb).
- 1966. Санг о Схабнам (Sang o Shabnam. Tehran: Sa’eb).
- 1967. Ба'д аз Земестан дар Абадие Ма (Ba’d az Zemestan dar Abadiye Ma. Tehran: Kanune Parvareshe Fekriye Kudakan va Nojavanan).
- 1967. Кханеги (Khanegi. Tehran: Bina).
- 1975. Чехреје Мардомие Шере Нима .(Chehreye Mardomiye She’re Nima. University of Zahedan).
- 1976. Бе Соркије Аташ, бе Та'ме Дуд (Be Sorkhiye Atash, be Ta’me Dud. Шведска (непознат град): Тудех Партија Ирана. (Објављено под псеудонимом Шабане Бозорг Омид)
- 1978. Аз Гхорогх та Кхорускхан (Az Ghorogh ta Khoruskhan. Tehran: Maziar).
- 1979. Амрика, Амрика (Amrika, Amrika. Tehran: Elm o Honar).
- 1981. Чехел Келид. Техеран: Иранска партија Тудех (Chehel Kelid. Tehran: Tudeh Party of Iran).
- 1983. Тарашехаје Табар (Tarashehaye Tabar. Kabul: Pohantun Cultural Assembly).
- 1984. Хедијеи бараје Кхак (Hediyei baraye Khak. London: Bina).
- 1984. Пејванд . Кабул: Тудех партија Ирана (Peyvand. Kabul: Tudeh Party of Iran).
- 1989. Сетарегане Сепидедам (Setaregane Sepidedam. London: Bina).
- 1995. Мохреје Соркх (Mohreye Sorkh. Vienna: Kara).
- 2003. Дар Хаваје Моргхе Амин: Нагхдха, Гофтегуха, ва Дастанха (Dar Havaye Morghe Amin: Naghdha, Gofteguha, va Dastanha. Tehran: Ketabe Nader Publications).
- 2003. Хаваје Афтаб: Вапасин Сорудеха (Havaye Aftab: Vapasin Sorudeha. Tehran: Ketabe Nader Publications).

Ово су све књиге поезије, осим прве публикације из 1967 (књига за децу), 1975 (дело књижевне критике) и прве публикације из 2003 (укључује књижевну критику, интервјуе и романе). Казраијева комплетна збирка песама објављена је на 773 странице 2005. године у Техерану од стране Кетабе Надер издавача, под насловом Аз Ава та Хаваие Афтаб (Az Ava ta Havaye Aftab).
Друга публикација, Араше Камангир, донела је јавно признање Касраију. Араш је легендарна личност која спасава своју земљу од понижења и беде пораза стављајући своју душу у стрелу, која ће путовати и повратити изгубљену територију. Касраијева верзија је прва епска песма у стилу Ниме Јушиџа, или уопштеније, прва епска инстанца персијске нове поезије. Песма је посвећена Кхосру Рузбеху, радикалном левичару погубљеном почетком 1958. Упркос ономе што је некима изгледало као техничка слабост и упркос дисидентској интерпретацији коју су аутори предложили, Казраијев Араше Камангир била је једна од ретких савремених песама које су се нашле у школским уџбеницима.
Мохреје Соркх, Казраијева последња публикација, је слика у огледалу Арашеа Камангира. Попут Араше Камангира, Мохреје Соркх је еп у новом песничком стилу, заиста модеран наставак Фердовсијевих Ростама и Сохраба, са предложеном политичком интерпретацијом. Али док је Араше Камангир прича о жртви и спасењу, Мохреје Соркх је прича о компромису и губитку. Објављена након Касраијевог раскида са Тудех партијом и пресељења из Москве у Беч, Мохреје Соркх је израз жаљења или покајања због деценија комунистичке активности. Казраијев предговор говори о „озбиљним грешкама добронамерних људи чији су поступци произашли из фасцинације уместо знања, журних и кратковидих, доводећи до ивице уништења, а сада суочени са тешком ценом плати.”